# 武講
武講（？年—？年），字 ，山西省文水縣人，畢業於山西西學專齋礦學專科，宣統三年進士。

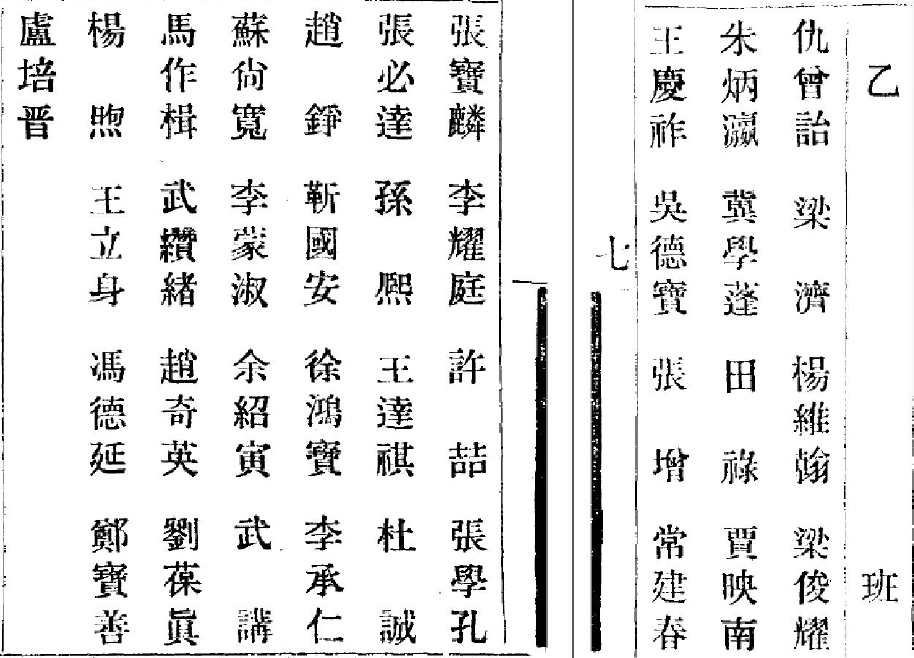
西學專齋乙班生

## 生平
- 光緒三十二年六月，學部複試晉省西學專齋第二期畢業學生，列中等，准作舉人[3]。
- 宣統三年三月，學部會考山西西學專齋畢業學生，得73.63分，列中等[4]。
- 宣統三年四月丁酉引見，賞給進士出身[5]。
- 宣統三年六月，就職知縣掣簽，簽分直隸[6]。
- 民國元年（1912年），實務學校庶務、山西省教育會議員[1]。
- 民國7年（1918年），中華民國第二屆國會參議員選舉中央選舉會第一部選舉人[7]。